# 2020年のフランス
2020年のフランス （2020ねんのフランス）では、2020年のフランスに関する出来事について記述する。ちなみにフランスの漢字名は仏蘭西である。

## 国家元首等
- 共和国大統領
  - 第25代: エマニュエル・マクロン （共和国前進、2017年5月14日 - ）
- 首相
  - 第23代: エドゥアール・フィリップ （共和党、2017年5月15日 - 2020年7月3日）
  - 第24代: ジャン・カステックス （無所属、2020年7月3日 - ）

## できごと

### 2月
- 2月28日 - 第45回セザール賞の授賞式。作品賞は、ラジ・リ監督『レ・ミゼラブル』。

### 3月
- 3月19日 - 第73回カンヌ国際映画祭について、新型コロナウイルス感染症の流行に伴い、開催延期を発表。

### 5月
- 5月8日-第二次世界大戦戦勝記念日（終戦記念日）
- 5月10日 - 第73回カンヌ国際映画祭について、新型コロナウイルス感染症の流行に伴い、変則開催を発表。

### 6月
- 6月3日 - 第73回カンヌ国際映画祭のオフィシャルセレクションとして全56作品を発表。新型コロナウイルス感染症の流行に伴う変則開催。

### 7月
- 7月3日 - ジャン・カステックス、第24代首相に就任。

### 10月
- 10月16日 - コンフラン＝サントノリーヌのテロ事件。
- 10月29日 - ニースの教会で刃物を持った男の襲撃により3名死亡（2020年ニース襲撃事件）。
- 10月30日-二度目のロックダウン

## 記念日
5月8日、ヨーロッパ戦勝記念日75周年
7月14日、フランスの革命記念日（パリ祭）

## 死去
ジスカールデスタン氏、2020年12月3日没。元大統領
（新型コロナによる）
フランシス・ジョージ・スタイナー氏、2020年2月3日没。哲学者・文芸批評家。